# Макан Діумассі
Макан Діумассі (фр. Makan Dioumassi, 21 липня 1972) — французький баскетболіст.
Срібний призер Олімпійських Ігор 2000 року.